# SS Весов
SS Весов (лат. SS Librae), HD 141324 — двойная затменная переменная звезда типа Алголя (EA:) в созвездии Весов на расстоянии приблизительно 1665 световых лет (около 510 парсеков) от Солнца. Видимая звёздная величина звезды — от +11,3m до +10,4m. Орбитальный период — около 1,438 суток.

## Характеристики
Первый компонент — белая звезда спектрального класса A5 или A8/9II.